# Echipa națională de fotbal a Elveției
Echipa națională de fotbal a Elveției (germană Schweizer Fußballnationalmannschaft, italiană Nazionale di calcio della Svizzera) reprezintă Elveția în competițiile regionale și internaționale inter-țări. Echipa este gestionată de Asociația Elvețiană de Fotbal. A ajuns de trei ori în sferturile de finală ale Campionatului Mondial și de două ori în sferturile Campionatului European. La EURO 2008 Elveția a participat direct în calitate de gazdă, împreună cu reprezentativa Austriei, dar nu a depășit faza grupelor.

## Campionatul Mondial
| Anul        | Runda            | Poziția          | MJ               | V                | E*               | Î                | GM               | GP               |
| ----------- | ---------------- | ---------------- | ---------------- | ---------------- | ---------------- | ---------------- | ---------------- | ---------------- |
| 1930        | Nu s-a calificat | Nu s-a calificat | Nu s-a calificat | Nu s-a calificat | Nu s-a calificat | Nu s-a calificat | Nu s-a calificat | Nu s-a calificat |
| 1934        | Sferturi         | 7                | 2                | 1                | 0                | 1                | 5                | 5                |
| 1938        | Sferturi         | 6                | 3                | 1                | 1                | 1                | 5                | 5                |
| 1950        | Grupe            | 6                | 3                | 1                | 1                | 1                | 4                | 6                |
| 1954        | Sferturi         | 5                | 4                | 2                | 0                | 2                | 11               | 11               |
| 1958        | Nu s-a calificat | Nu s-a calificat | Nu s-a calificat | Nu s-a calificat | Nu s-a calificat | Nu s-a calificat | Nu s-a calificat | Nu s-a calificat |
| 1962        | Grupe            | 16               | 3                | 0                | 0                | 3                | 2                | 8                |
| 1966        | Grupe            | 16               | 3                | 0                | 0                | 3                | 1                | 9                |
| 1970 - 1990 | Nu s-a calificat | Nu s-a calificat | Nu s-a calificat | Nu s-a calificat | Nu s-a calificat | Nu s-a calificat | Nu s-a calificat | Nu s-a calificat |
| 1994        | Optimi           | 15               | 4                | 1                | 1                | 2                | 5                | 7                |
| 1998        | Nu s-a calificat | Nu s-a calificat | Nu s-a calificat | Nu s-a calificat | Nu s-a calificat | Nu s-a calificat | Nu s-a calificat | Nu s-a calificat |
| 2002        | Nu s-a calificat | Nu s-a calificat | Nu s-a calificat | Nu s-a calificat | Nu s-a calificat | Nu s-a calificat | Nu s-a calificat | Nu s-a calificat |
| 2006        | Optimi           | 10               | 4                | 2                | 0                | 2                | 4                | 0                |
| 2010        | Grupe            | 19               | 3                | 1                | 1                | 1                | 1                | 1                |
| 2014        | Optimi           | 11               | 4                | 2                | 0                | 2                | 7                | 7                |
| 2018        | Optimi           | 14               | 4                | 1                | 2                | 1                | 5                | 5                |
| 2022        | Optimi           | 12               | 4                | 2                | 0                | 2                | 5                | 9                |
| Total       | 12/22            |                  | 41               | 14               | 8                | 19               | 55               | 73               |

## Campionatul European
| Țară(i) gazdă / An | Rundă            | MJ               | V                | E*               | Î                | GM               | GP               |                  |
| ------------------ | ---------------- | ---------------- | ---------------- | ---------------- | ---------------- | ---------------- | ---------------- | ---------------- |
| 1960 - 1968        | Nu a participat  | Nu a participat  | Nu a participat  | Nu a participat  | Nu a participat  | Nu a participat  | Nu a participat  | Nu a participat  |
| 1972 - 1992        | Nu s-a calificat | Nu s-a calificat | Nu s-a calificat | Nu s-a calificat | Nu s-a calificat | Nu s-a calificat | Nu s-a calificat | Nu s-a calificat |
| 1996               | Grupe            | 3                | 0                | 1                | 2                | 1                | 4                |                  |
| 2000               | Nu s-a calificat | Nu s-a calificat | Nu s-a calificat | Nu s-a calificat | Nu s-a calificat | Nu s-a calificat | Nu s-a calificat | Nu s-a calificat |
| 2004               | Grupe            | 3                | 0                | 1                | 2                | 1                | 6                |                  |
| 2008               | Grupe            | 3                | 1                | 0                | 2                | 3                | 3                |                  |
| 2012               | Nu s-a calificat | Nu s-a calificat | Nu s-a calificat | Nu s-a calificat | Nu s-a calificat | Nu s-a calificat | Nu s-a calificat | Nu s-a calificat |
| 2016               | Optimi           | 4                | 1                | 3                | 0                | 3                | 2                |                  |
| 2020               | Sferturi         | 5                | 1                | 3                | 1                | 8                | 9                |                  |
| 2024               | Sferturi         | 5                | 2                | 3                | 0                | 8                | 4                |                  |
| Total              | 6/17             | 23               | 5                | 11               | 7                | 24               | 28               |                  |

## Lotul actual
Următorii 26 de jucători au fost incluși în lotul echipei pentru a disputa Campionatul European de Fotbal 2024.

Selecțiile și golurile sunt actualizate la 8 iunie 2024.
| Nr. | Poz. | Jucător                | Data nașterii (vârsta)         | Selecții | Goluri | Club                     |
| --- | ---- | ---------------------- | ------------------------------ | -------- | ------ | ------------------------ |
| 1   | P    | Yann Sommer            | 17 decembrie 1988 (36 de ani)  | 89       | 0      | Internazionale           |
| 12  | P    | Yvon Mvogo             | 6 iunie 1994 (30 de ani)       | 9        | 0      | Lorient                  |
| 21  | P    | Gregor Kobel           | 6 decembrie 1997 (27 de ani)   | 5        | 0      | Borussia Dortmund        |
|     |      |                        |                                |          |        |                          |
| 2   | F    | Leonidas Stergiou      | 3 martie 2002 (23 de ani)      | 3        | 0      | VfB Stuttgart            |
| 3   | F    | Silvan Widmer          | 5 martie 1993 (32 de ani)      | 43       | 4      | Mainz 05                 |
| 4   | F    | Nico Elvedi            | 30 septembrie 1996 (28 de ani) | 53       | 2      | Borussia Mönchengladbach |
| 5   | F    | Manuel Akanji          | 19 iulie 1995 (29 de ani)      | 60       | 3      | Manchester City          |
| 13  | F    | Ricardo Rodriguez      | 25 august 1992 (32 de ani)     | 115      | 9      | Torino                   |
| 15  | F    | Cédric Zesiger         | 24 iunie 1998 (26 de ani)      | 4        | 0      | VfL Wolfsburg            |
| 22  | F    | Fabian Schär           | 20 decembrie 1991 (33 de ani)  | 81       | 8      | Newcastle United         |
|     |      |                        |                                |          |        |                          |
| 6   | M    | Denis Zakaria          | 20 noiembrie 1996 (28 de ani)  | 54       | 3      | Monaco                   |
| 8   | M    | Remo Freuler           | 15 aprilie 1992 (32 de ani)    | 67       | 8      | Bologna                  |
| 10  | M    | Granit Xhaka (căpitan) | 27 septembrie 1992 (32 de ani) | 125      | 14     | Bayer Leverkusen         |
| 14  | M    | Steven Zuber           | 17 august 1991 (33 de ani)     | 54       | 11     | AEK Atena                |
| 16  | M    | Vincent Sierro         | 8 octombrie 1995 (29 de ani)   | 3        | 0      | Toulouse                 |
| 20  | M    | Michel Aebischer       | 6 ianuarie 1997 (28 de ani)    | 20       | 0      | Bologna                  |
| 23  | M    | Xherdan Shaqiri        | 10 octombrie 1991 (33 de ani)  | 123      | 31     | Chicago Fire             |
| 24  | M    | Ardon Jashari          | 30 iulie 2002 (22 de ani)      | 2        | 0      | Luzern                   |
| 26  | M    | Fabian Rieder          | 16 februarie 2002 (23 de ani)  | 5        | 0      | Rennes                   |
|     |      |                        |                                |          |        |                          |
| 7   | A    | Breel Embolo           | 14 februarie 1997 (28 de ani)  | 63       | 13     | Monaco                   |
| 9   | A    | Noah Okafor            | 24 mai 2000 (24 de ani)        | 22       | 2      | Milan                    |
| 11  | A    | Renato Steffen         | 3 noiembrie 1991 (33 de ani)   | 39       | 4      | Lugano                   |
| 17  | A    | Ruben Vargas           | 5 august 1998 (26 de ani)      | 43       | 7      | FC Augsburg              |
| 18  | A    | Kwadwo Duah            | 24 februarie 1997 (28 de ani)  | 1        | 0      | Ludogoreț Razgrad        |
| 19  | A    | Dan Ndoye              | 25 octombrie 2000 (24 de ani)  | 11       | 0      | Bologna                  |
| 25  | A    | Zeki Amdouni           | 4 decembrie 2000 (24 de ani)   | 15       | 7      | Burnley                  |

## Recorduri
În această secțiune sunt prezentați jucătorii cu cele mai multe meciuri și goluri pentru Elveția. Jucătorii cu aldin sunt activi în continuare la echipa națională. Actualizat după meciul Elveția v. Portugalia, 10 octombrie 2017.
| #  | Nume                 | Perioadă  | Selecții |
| -- | -------------------- | --------- | -------- |
| 1  | Heinz Hermann        | 1978–1991 | 118      |
| 2  | Alain Geiger         | 1980–1996 | 112      |
| 3  | Stéphane Chapuisat   | 1989–2004 | 103      |
| 4  | Johann Vogel         | 1995–2007 | 94       |
| 4  | Stephan Lichtsteiner | 2006–     | 94       |
| 6  | Gökhan Inler         | 2006–2015 | 89       |
| 7  | Hakan Yakin          | 2000–2011 | 87       |
| 8  | Alexander Frei       | 2001–2011 | 84       |
| 9  | Patrick Müller       | 1998–2008 | 81       |
| 10 | Severino Minelli     | 1930–1943 | 80       |

| # | Nume               | Perioadă  | Selecții | Goluri |
| - | ------------------ | --------- | -------- | ------ |
| 1 | Alexander Frei     | 2001–2011 | 84       | 42     |
| 2 | Kubilay Türkyilmaz | 1988–2001 | 62       | 34     |
| 2 | Max Abegglen       | 1922–1937 | 68       | 34     |
| 4 | André Abegglen     | 1927–1943 | 52       | 29     |
| 4 | Jacques Fatton     | 1946–1955 | 53       | 29     |
| 6 | Adrian Knup        | 1989–1996 | 49       | 26     |
| 7 | Josef Hügi         | 1951–1961 | 34       | 23     |
| 8 | Charles Antenen    | 1948–1962 | 56       | 22     |
| 9 | Lauro Amadò        | 1935–1948 | 54       | 21     |
| 9 | Stéphane Chapuisat | 1989–2004 | 103      | 21     |

## Antrenori
- Karl Rappan 1960 - 1963
- Alfredo Foni 1964 - 1967
- Erwin Ballabio 1967 - 1969
- Louis Maurer 1970 - 1971
- René Hussy 1973 - 1976
- Miroslav Blažević 1976 - 1977
- Roger Vonlanthen 1977 - 1979
- Leo Walker 1979 - 1980
- Paul Wolfisberg 1981 - 1985
- Daniel Jeandupeux 1986 - 1989
- Uli Stielike 1989 - 1991
- Roy Hodgson 1992 - 1995
- Artur Jorge 1996 - 1996
- Rolf Fringer 1996 - 1997
- Gilbert Gress 1998 - 1999
- Enzo Trossero 2000 - 2001
- Jakob "Köbi" Kuhn 2001 – 2008
- Ottmar Hitzfeld 1 iulie 2008 – 13 iulie 2014
- Vladimir Petković 13 iulie 2014 – 27 iulie 2021
- Murat Yakin 9 august 2021 – prezent